# インフィニティ・Q45
インフィニティ・Q45（INFINITI Q45）は、日産自動車の高級車部門である「インフィニティ」でかつて販売されていた大型高級セダンである。

## 概要
インフィニティの旗艦車として開発され、北米、日本、韓国、中東などで販売された。日本では1代限りとなったが、日本国外では日産・シーマと同型のモデルがQ45の2代目・3代目として販売された。
インフィニティブランドの誕生のきっかけは、1985年（昭和60年）のプラザ合意による円高であり、それまで海外では低価格で高品質を売りとしていた日本車は苦戦を強いられていた。そこで日産では、コンセプトこそ従来の日本車の売りを踏襲するものの、さらに付加価値を高めた高級車の開発・生産を計画。その結果、誕生したのがQ45であった。

### CUE-X
初代Q45の事実上の前身として、1985年（昭和60年）の東京モーターショーで日産が発表したコンセプトカー「CUE-X」が存在する。
搭載エンジンは、VG30型 V型6気筒ターボで、電子制御トルクスプリット4WD/4WS、電子制御エアサスなどを装備し、ボディサイズも 4860✕1850✕1305mm とQ45よりは一回り小さいサイズであるが、開発当初から「次世代高級高性能サルーン」をコンセプトとしており、CUE-Xの開発に関わったデザイナーの松井孝晏は「CUE-Xで提案したデザインはQ45の原型となっている」と語っている。　開発には渡邉衡三も関わっている。

## 初代 G50型 （1989年-1997年）
1989年（平成元年）、日産は北米の高級車市場の一角を狙い、インフィニティディヴィジョンのフラグシップモデルとしてQ45を投入した。エクステリアデザインは社内によるもので、当時デザイン部に所属していた山中俊治が担当した。
日本での発売は同年11月で、「日産・インフィニティQ45」として販売された。日産のCIではなくインフィニティエンブレムがつくものの、リヤガーニッシュ下部中央にNISSANの文字が目立たなく配された（後期型は文字が若干目立つように変更された）。
キャッチフレーズに「ジャパン・オリジナル」を掲げ、旧来の高級車像とは異なる独自の価値観を追い求めた点が特徴である。従来の一般的な高級車のようにメッキ仕上げの大型フロントグリルを備えることなく、グリルレスの薄いマスクに七宝のエンブレムのみを取り付けた。また、高級車では当然の装備とされる木目パネルを一切使用せず、和の象徴ともいえる漆塗り（金粉蒔絵）のインストルメント・パネル（KOKONインスト）をオプションで設定するという、世界の高級車の常識に挑戦するかのような斬新なコンセプトで発表された。ソフト面で日本文化を体現する一方で、その走りは北米市場の日産に対する期待を反映し、若かりし頃に240Zに夢中になった「Z Car世代」をターゲットとしたスポーティなものとされるなど、こちらも異色であった。足回りは、前後ともマルチリンク式サスペンションで、901運動 の集成とも言える油圧式アクティブサスペンションを持つ仕様が日米ともラインナップされていた。また、輸出仕様には四輪操舵システム（4WS）も設定された。エンジン出力は日本車として初めて300馬力に達し、同時期に発表されたZ32型フェアレディZ、BNR32型スカイラインGT-Rとともに300馬力トリオとなる予定であったが、運輸省（当時）からの行政指導によって280馬力に自主規制された。
18金製のゴールドキー（価格52万円）がディーラーオプションで設定され、現物が銀座の日産本社ギャラリーで展示されていた。
北米仕様は日本仕様に比べてよりパーソナルカー的な性格が強く、ベースグレードの「Q45」のほかに、リアスポイラーやBBSのホイールなどが装備され、日本仕様にはないスーパーHICASの設定があったツーリングモデルの「Q45t」、アクティブサスペンションなどが装備された「Q45a」が設定された。また、北米仕様は日本仕様とは異なり出力の自主規制はなされず、フェアレディZとともに日本車としては初の300馬力車となった。
しかし、Q45の特徴でもあったグリルレスデザインは不評で、アフターマーケットで販売されていたホシノインパル製などのフェイクグリルを装着するユーザーもおり、エアロパーツのメーカーも自社のエアロに合わせた後付けのフロントグリルを開発していた。その後、1993年（平成5年）6月に行われたマイナーチェンジでは、七宝のエンブレムや漆インパネが廃止され、ローバー・800に似たフロントグリルと木目パネルが取り付けられた。なお、本車が発表された翌年に誕生したJG50型プレジデントは、最初から大きなフロントグリルが装着されている。
- 1989年11月 - 日本国内で発売。
- 1990年10月 - 一部改良。サイドインパクトバーの追加、トラクションコントロールのオプション設定、ハイマウントストップランプの標準装備化といった安全装備を充実させた。装備面では内装トリムの質感向上の他、後席のパワーシートなどが新たにオプション設定された。 またパワーシートスイッチの形状が見直され、 L字型3スイッチタイプに変更。
- 1993年6月 - マイナーチェンジ。フロントにグリルが取り付けられ、リヤガーニッシュの色が黒からグレーに変更される。インテリアの主な変更は、ウォールナット材の本木目ATフィニッシャーの採用、シート形状の変更、アナログ時計が白地が黒地に変更された。
- 1994年10月 - 一部改良。内装照明の簡素化、内装素材のコストカットなど。93年モデルは本木目パネルであったが木目調パネルに変更されている。4型液晶を使ったAVシステムを設定。全車にサンルーフレス仕様車が選択できるようになった。
- 1995年11月 - ボディカラーの一部見直し。
- 1996年 - 北米では2代目Q45（FY33型シーマ）にモデルチェンジ。
- 1997年7月[5] ｰ 生産終了。以降は在庫対応分のみの販売となる。
- 1997年8月 - FY33型シーマに統合される形で販売終了。同年末までの新車登録台数の累計は2万3,684台[3]。

## 2代目 FY33型 （1997年-2001年）
1996年（平成8年）に海外向けインフィニティQ45のみがモデルチェンジされ、FY33型シーマの姉妹車となった。初代同様ツーリングモデルのQ45tが存在し、ヒーター付きシートやリアスポイラーなどが装備された。この年、中東で発売。
車名こそ初代同様「Q45」であったが、搭載するエンジンは4.1LのVH41DEを搭載していたため、しばしば「Q41」と呼ばれた。
1998年（平成10年）には小変更が施され、HIDヘッドライトやアナログ時計が装備され、Q45tでは17インチアルミホイールや電子制御サスペンションが標準装備された。
また、1999年（平成11年）モデル以降はトランク部のフィニッシャーが廃止された。

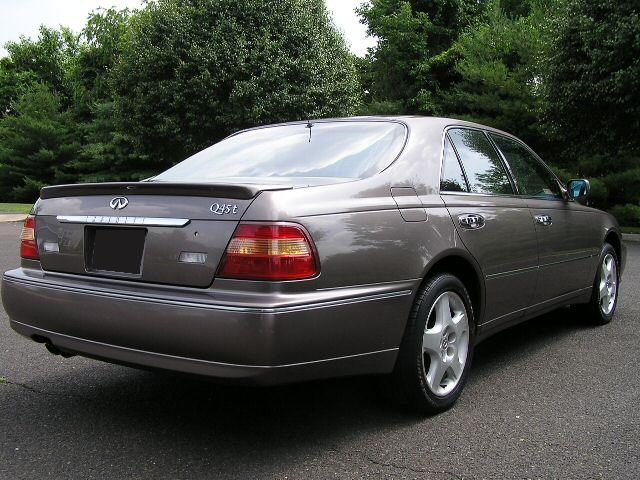
リア（後期型）

## 3代目 F50型 （2001年-2008年）
2001年（平成13年）にモデルチェンジしたシーマの姉妹車。4.5LのVK45DEを搭載し、再び車名とエンジン排気量が一致した。
3代目Gに購買対象層を奪われる等販売不振により販売を終了したが、カー・アンド・ドライバー誌やコンシューマー誌などでは評価が高く、広告不足とインフィニティのブランド力の不足が販売不振の原因と言われている。
- 2000年4月 - 第100回ニューヨーク国際オートショーに2001年4月発売予定として3代目インフィニティQ45を出品。
- 2001年 - モデルチェンジが行われ、引き続き日産・シーマ（F50型）の海外仕様として「インフィニティQ45」が販売される。
- 2005年 - マイナーチェンジ。フロント、リアを変更。リアデザインはフーガやスカイラインと共通のテーマになったほか、全長が5,069mmから5,101mmになった。
  - 7月 韓国にて発売。
- 2006年 - 韓国、中東を除いて販売が終了。インフィニティブランドのフラッグシップモデルはM35/45となる。
- 2008年 - 中東でも販売終了。追って韓国でも販売が終了される。
  - 2月 - シーマがマイナーチェンジ。リアがQ45の後期型と共通になる。

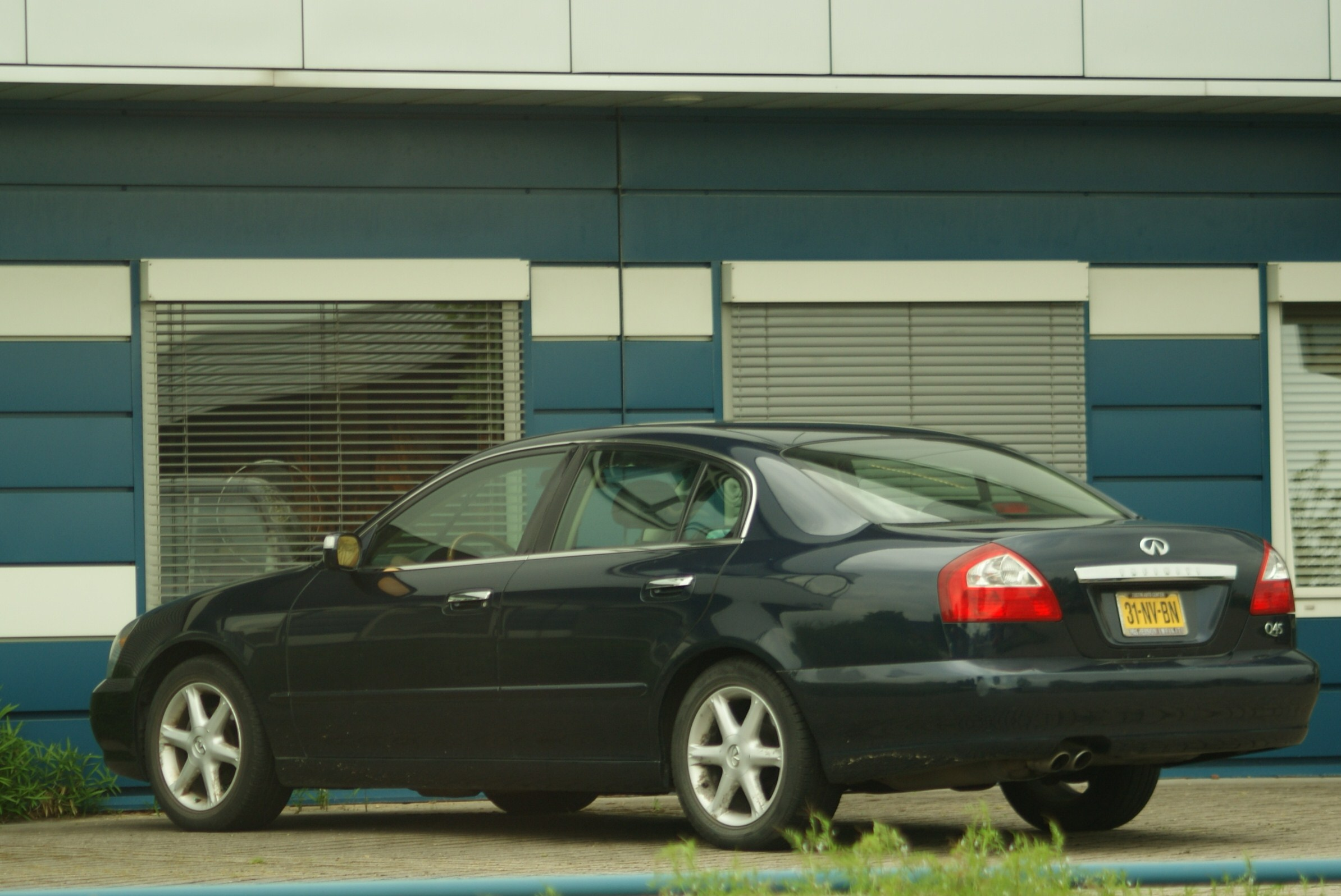
前期型リア
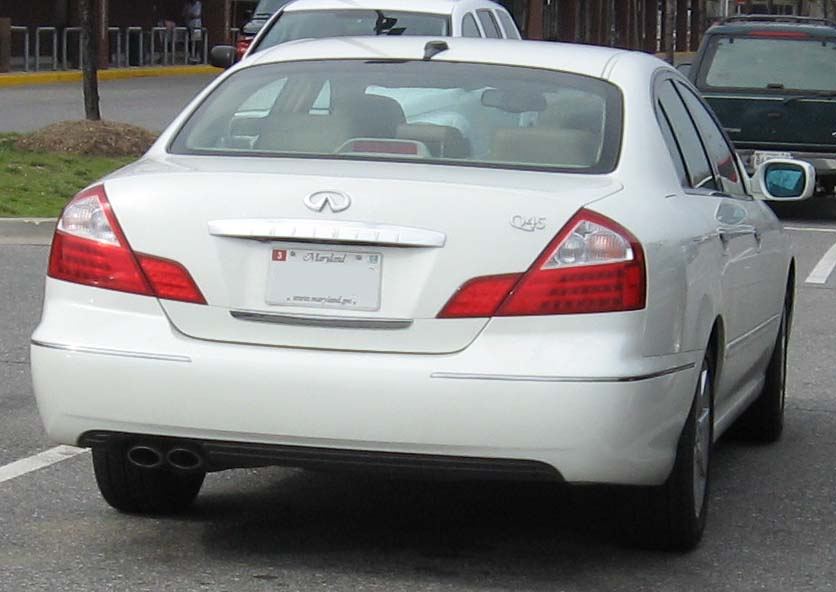
後期型リア